# Flétrange
Flétrange (deutsch: Flittringen, Fletringen) ist eine französische Gemeinde mit 876 Einwohnern (Stand 1. Januar 2022) im Département Moselle in der Region Grand Est (bis 2015 Lothringen).

## Geographie
Die Gemeinde liegt in Lothringen, 32 Kilometer ostsüdöstlich von Metz, zwanzig Kilometer südsüdöstlich von Boulay-Moselle (Bolchen) und vier Kilometer nordwestlich von Faulquemont (Falkenberg) auf einer Anhöhe der rechten Seite der Deutschen Nied.
Zur Gemeinde gehört der Ortsteil  Dorviller  (Dorweiler).
Nachbargemeinden sind Haute-Vigneulles (Oberfillen) im Norden, Bambiderstroff (Baumbiedersdorf) im Nordosten, Créhange (Kriechingen) im Osten, Elvange (Elwingen) im Süden und Guinglange (Gänglingen) im Westen.

## Geschichte
Die Ortschaft gehörte früher zum Herzogtum Lothringen im Heiligen Römischen Reich. Die älteste urkundliche Erwähnung stammt von 1379 als Flettringen. Das Dorf war in der Folgezeit ein Lehen der Familie von Burne an die von Esche. Als 1453 Susanna von Burne das Dorf an die Herrschaft Lichtenberg verkaufte, kam es zu Schwierigkeiten zwischen den neuen Lehnsherren und dem Lehnsträger, Werner von Esche. Diesem wurde daraufhin das Lehen entzogen und es 1454 an Simunt von Mauchenheim neu verliehen. Da in dem Dorf die Hoheitsrechte der Lehensträger ausübte, wurde es nicht in ein Amt der Herrschaft Lichtenberg eingegliedert.
Durch den Frankfurter Frieden vom 10. Mai 1871 kam das Gebiet an das deutsche Reichsland Elsaß-Lothringen, und das Dorf wurde dem Kreis Bolchen im Bezirk Lothringen zugeordnet. Die Dorfbewohner betrieben Getreide-, Gemüse- und Obstbau sowie Viehzucht.
Nach dem Ersten Weltkrieg musste die Region aufgrund der Bestimmungen des Versailler Vertrags 1919 an Frankreich abgetreten werden. Im Zweiten Weltkrieg war die Region von der deutschen Wehrmacht besetzt.

### Bevölkerungsentwicklung
| Jahr      | 1975 | 1982 | 1990 | 1999 | 2006 | 2009 | 2010 | 2019 |
| Einwohner | 500  | 686  | 742  | 735  | 841  | 890  | 901  | 900  |

## Sehenswürdigkeiten
- Kirche St. Martin
- Kapelle St. Léonard
- Kirche St. Pierre, erbaut 1622 im Ortsteil Dorviller, früher Pfarrkirche[2]

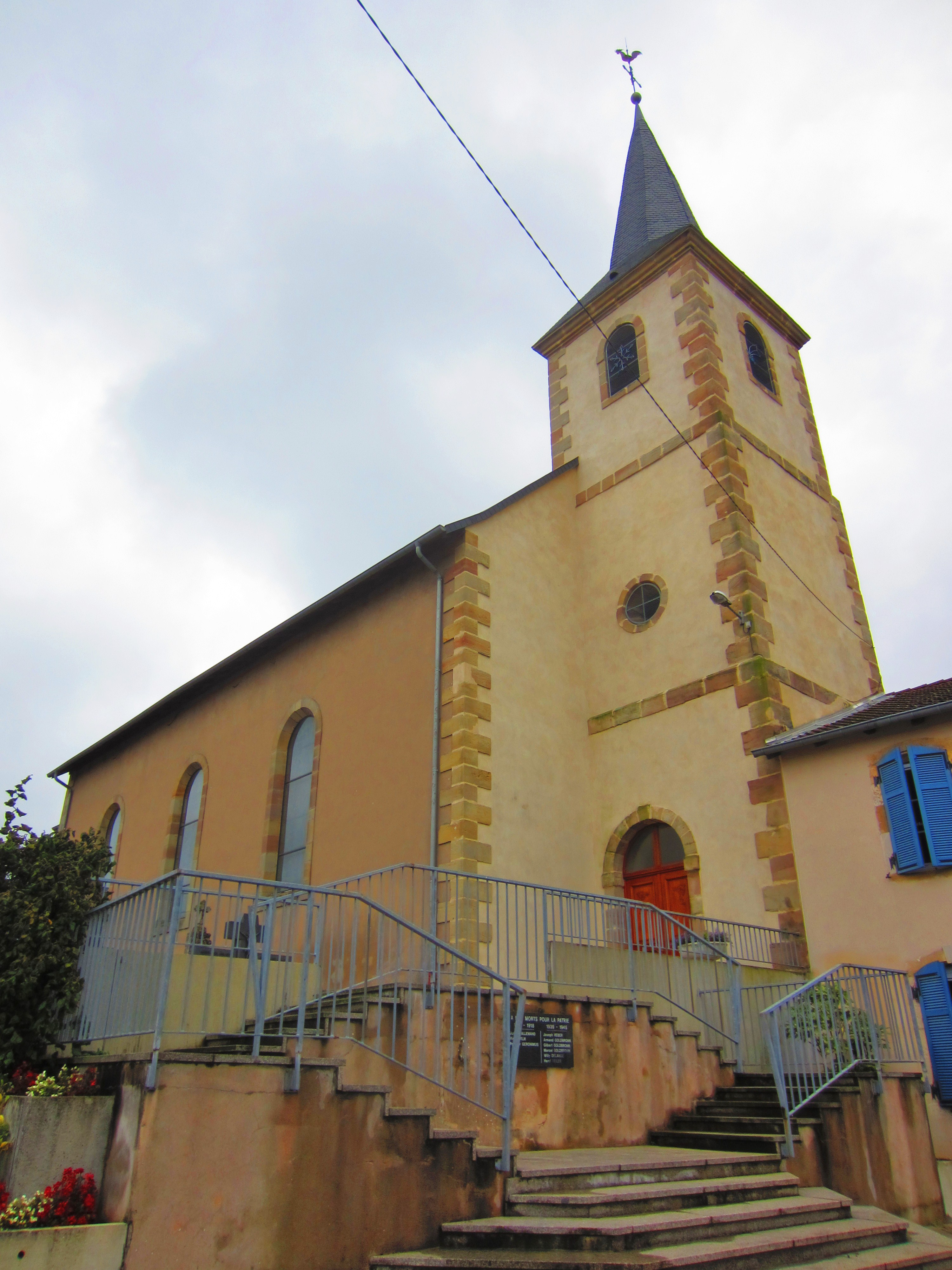
Kirche St. Martin
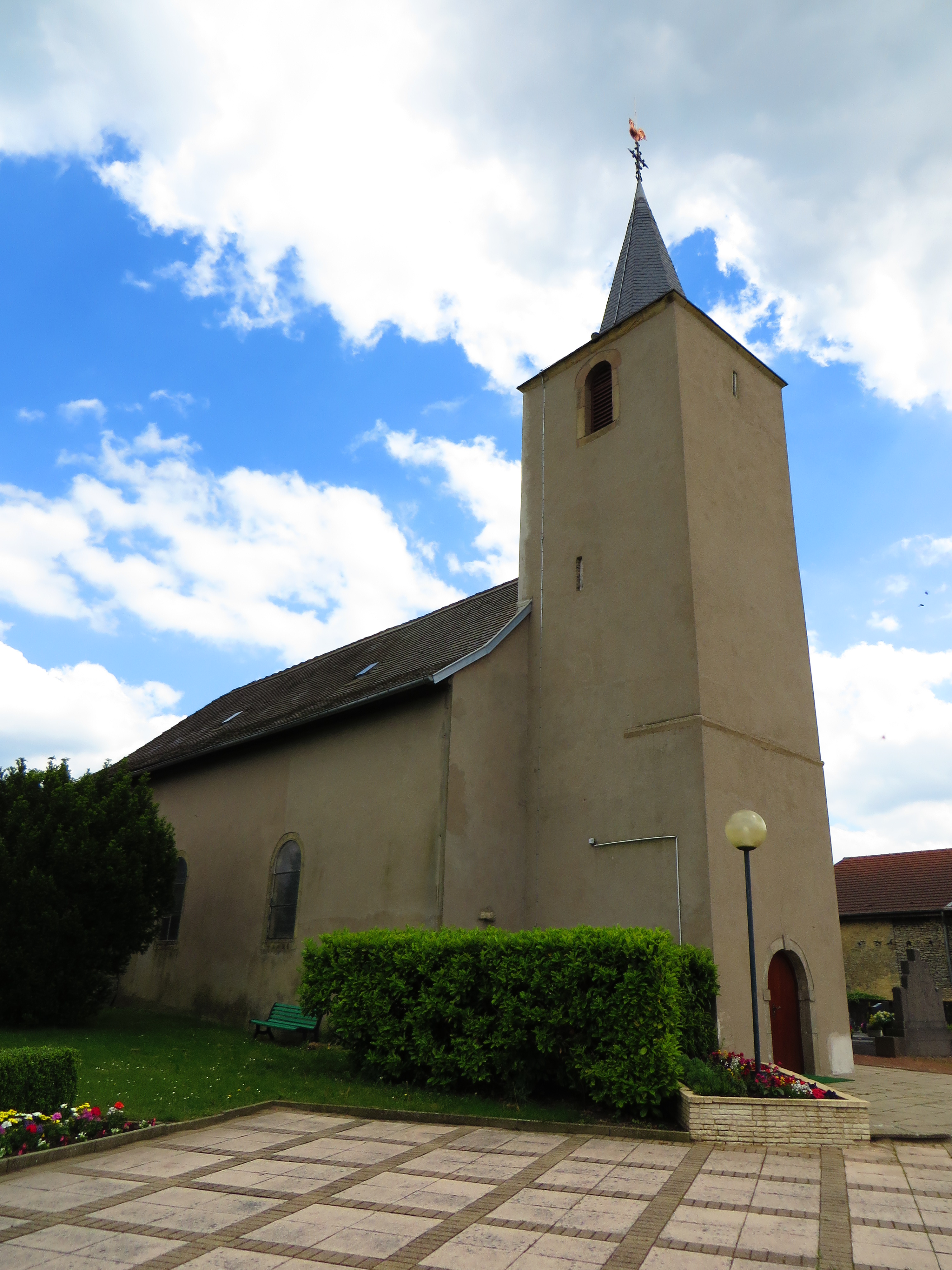
Kirche St. Pierre (1622), Dorviller
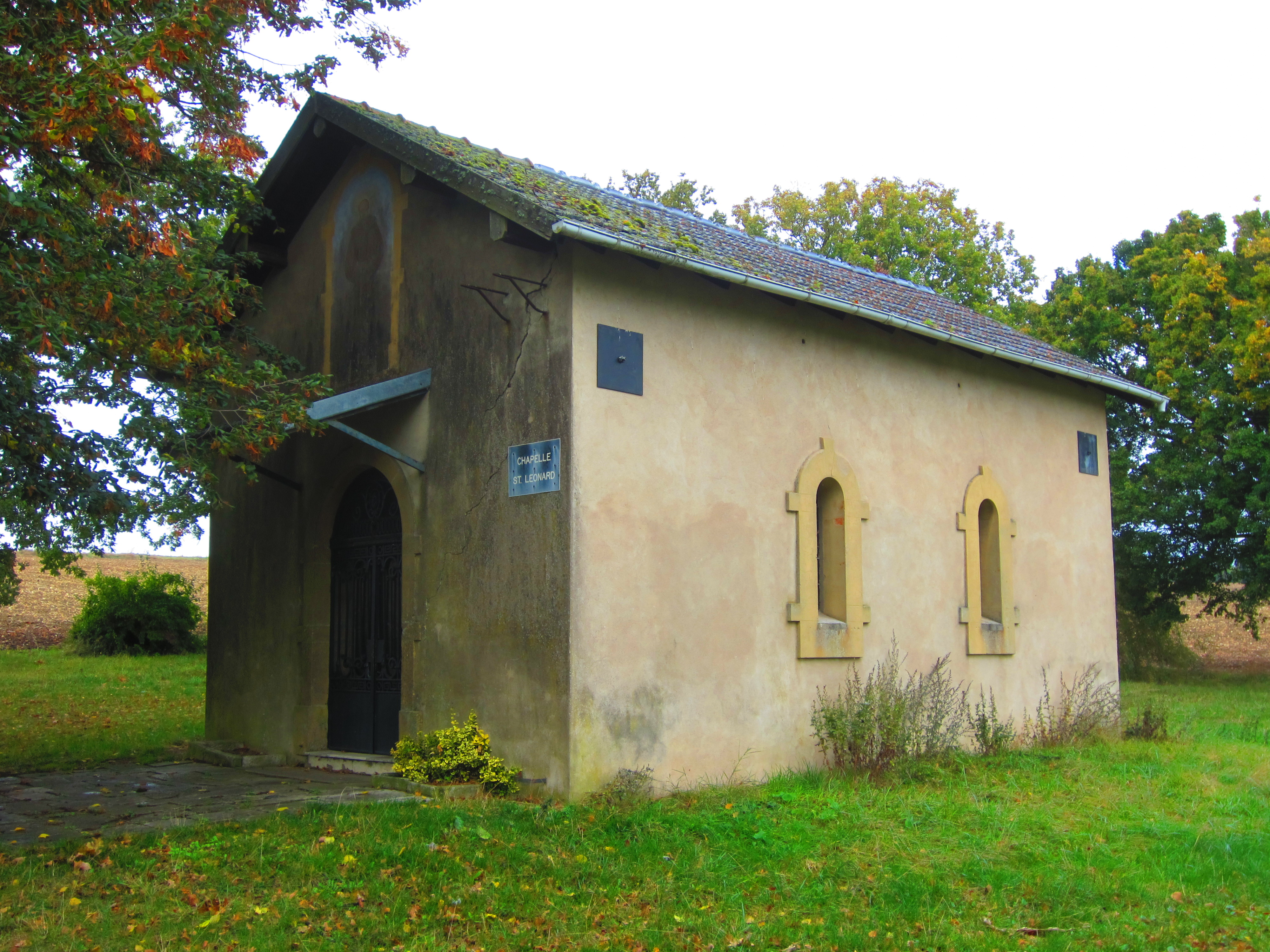
Kapelle St. Léonard